# Casa Gassiot
La Casa Gassiot és una obra d'Olot (Garrotxa) protegida com a bé cultural d'interès local. Va ser propietat d'una de les familias més il·lustres e importants de Catalunya, la família Gassiot.

## Descripció
Edifici de tres façanes situat en una cantonada. La part inferior queda acabada amb una decoració de tipus medieval. Els pisos superiors tenen un balcó dividit en dos per una columna amb arcs. La façana del c/ Sant Rafael presenta una tribuna amb vidrieres i la façana del c/ dolors té balcons amb barana de ferro. La part superior de les façanes laterals està format per dues galeries cobertes mentre que a la façana central hi ha un escut. La decoració és de tipus medieval però dins les línies modernistes.
També en ressalta l'escultura al·legòrica a la radiografia, a l'altura de l'entresòl del xamflà -no prevista inicialment—, que fa referència a l'especialitat mèdica del propietari de l'immoble.

## Història
De totes les cases d'Alfred Paluzie és la que utilitza un repertori decoratiu més explícitament medieval, si bé emmarcat dins els estilemes modernistes